# Дигидрофосфат серебра
Дигидрофосфа́т серебра́ — неорганическое соединение, 
кислая соль металла серебра и ортофосфорной кислоты с формулой AgH2PO4,
бесцветные кристаллы.

## Получение
- Выпадает в осадок при концентрировании раствора ортофосфата или гидрофосфата серебра в 80—85 % ортофосфорной кислоте:

{\displaystyle {\mathsf {Ag_{3}PO_{4}+2H_{3}PO_{4}\ {\xrightarrow {}}\ 3AgH_{2}PO_{4}}}}
{\displaystyle {\mathsf {Ag_{2}HPO_{4}+H_{3}PO_{4}\ {\xrightarrow {}}\ 2AgH_{2}PO_{4}}}}

## Физические свойства
Дигидрофосфат серебра образует бесцветные двулучепреломляющие кристаллы.
Чувствительны к свету.

## Химические свойства
- Разлагается в присутствии воды, этанола, эфира или при нагревании:

{\displaystyle {\mathsf {2AgH_{2}PO_{4}\ {\xrightarrow {}}\ Ag_{2}HPO_{4}+H_{3}PO_{4}}}}
{\displaystyle {\mathsf {3AgH_{2}PO_{4}\ {\xrightarrow {}}\ Ag_{3}PO_{4}+2H_{3}PO_{4}}}}